# Marcel Le Foll
Pour les articles homonymes, voir Le Foll.
Marcel Le Foll est un arbitre français de football des années 1940 et 1950, qui fut affilié à Paris. Il a arbitré en première division de 1947 à 1953.

## Carrière
Il a officié dans une compétition majeure: 
- Coupe de France de football 1952-1953 (finale)
- Coupe d'Afrique du Nord de football 1949-1950 (finale)